# 金子正明
金子 正明（かねこ まさあき、1940年7月8日 - ）は、栃木県足利市出身の元レスリング選手、元陸上自衛官1968年メキシコシティーオリンピックレスリング競技男子63kg級金メダリスト。

## 経歴
足利工業大学附属高等学校でレスリングを始める。専修大学卒業後、自衛隊に入隊、陸上自衛官として自衛隊体育学校に在籍。バンタム級で第18回夏季オリンピック東京大会（1964年）を目指すが、代表選考会の最終予選で上武洋次郎に敗れて出場を逃す。
東京大会の後に階級をフェザー級に上げ、1968年第19回夏季オリンピックメキシコシティ大会に挑むことを決意、その当時には普及されていなかったウェイトトレーニングで体を作る。またその当時の日本レスリングの主流だった八田一朗（日本アマチュアレスリング協会会長）が提唱した攻撃重視スタイルにあえて背を向け、防御と巧みな試合運びで後半に勝負するという自己流カウンター型スタイルを確立、世界選手権を2連覇し、メキシコシティ大会では男子フリースタイルフェザー級において金メダルを獲得した。メキシコ当時の金子は28歳で妻子持ちという異色の金メダリストでもあった。結婚は1967年で、その披露宴はフジテレビジョンの番組「テレビ結婚式 ここに幸あれ」で放送された。
現役引退後は陸上自衛隊に奉職、幹部に昇進。46歳の時に後輩自衛官の再就職相談のためにフジテレビジョンの鹿内春雄（当時 会長）と面会した際に、鹿内自らのスカウトを受ける形でフジテレビに転職、鹿内の秘書を務めた後、定年までフジテレビ警備部長を務めた。
2007年に世界レスリング殿堂顕彰者に選出された。
現在はビルメンテナンス会社に勤務している。